# Burzumennuz
Burzumennuz is een Nederlands eensmans blackmetalproject. Burzumennuz gebruikt zeer onconventionele instrumenten. Zo gebruikt hij bijvoorbeeld een postbode-elastiek voor de baspartĳen.

## Historie
Nadat Grindcoreband Spetälskahora begin 2004 uit elkaar was gegaan besloot Burzumennuz solo verder te gaan. Hij nam een aantal nummers op en verspreidde deze over internet. Een aantal weblogs en geschokte Christenfora pikte de nummers op waardoor hĳ al snel wat naamsbekendheid verwierf. Iets later bracht hij het album Muziekinstrumenten zijn voor negers uit op het netlabel Kvlt Promo Grrrl. Met de kerstdagen van 2004 kwam hij met de kerstsingle Maria is de hoer van Nazareth.

## Discografie
- Muziekinstrumenten zĳn voor negers (album, juni 2004)
- Maria is de hoer van Nazareth (single, december 2004)
- De strijd tussen bronstige herten (nummer op de compilatie-CD Gewoon een dikke bass en een melodietje en t is goe, mei 2006)
- Den Onheijligen Nonnen (split-CD met Bastaerdschwaerd, juni 2006)